# The Ukrainians
The Ukrainians – brytyjski zespół punkrockowo-folkowy, powstały w Leeds w 1990 roku.
Tworzą go Peter Solowka (ex-Wedding Present) – gitara, Len Liggins – skrzypce i wokal, Michael L.B. West – gitara, Paul Weatherhead – mandolina, Stepan Tymruk – akordeon, Allan Martin – gitara basowa, Woody – perkusja.
Muzyka The Ukrainians to głównie utwory zainspirowane kulturą ukraińską – wersje ludowych pieśni ukraińskich w rockowych aranżacjach.

## Dyskografia
(na podstawie discogs.com.)

### Albumy
- 1991 – The Ukrainians
- 1993 – Vorony
- 1994 – Kultura
- 2000 – Drink To My Horse!
- 2002 – Respublika
- 2007 – Live in Czeremcha
- 2009 – Diaspora
- 2014 – Never Mind The Cossacks Here's The Ukrainians
- 2015 – A History of Rock Music in Ukrainian
- 2018 – Summer in Lviv

### Kompilacje
- 2002 – #1 International Ukrainian Group
- 2004 – Istoriya The Best of The Ukrainians
- 2011 – 20 years (The Best of The Ukrainians 1991 – 2011)
- 2016 – Evolutsiya! 40 Best and Rarest 1991 – 2014

### EP
- 1991 – Oi Divchino
- 1992 – The Ukrainians = Українці – Pisni iz The Smiths
- 1993 – Live in Germany
- 1996 – Radioactivity
- 1998 – Nothing Compares 2 You
- 2002 – Anarchy in the UK
- 2009 – Hungarian Dance
- 2014 – Revolutsiya – Songs About Revolution
- 2016 – Radioactivity
- 2017 – Shchedryk